# 대우백화점

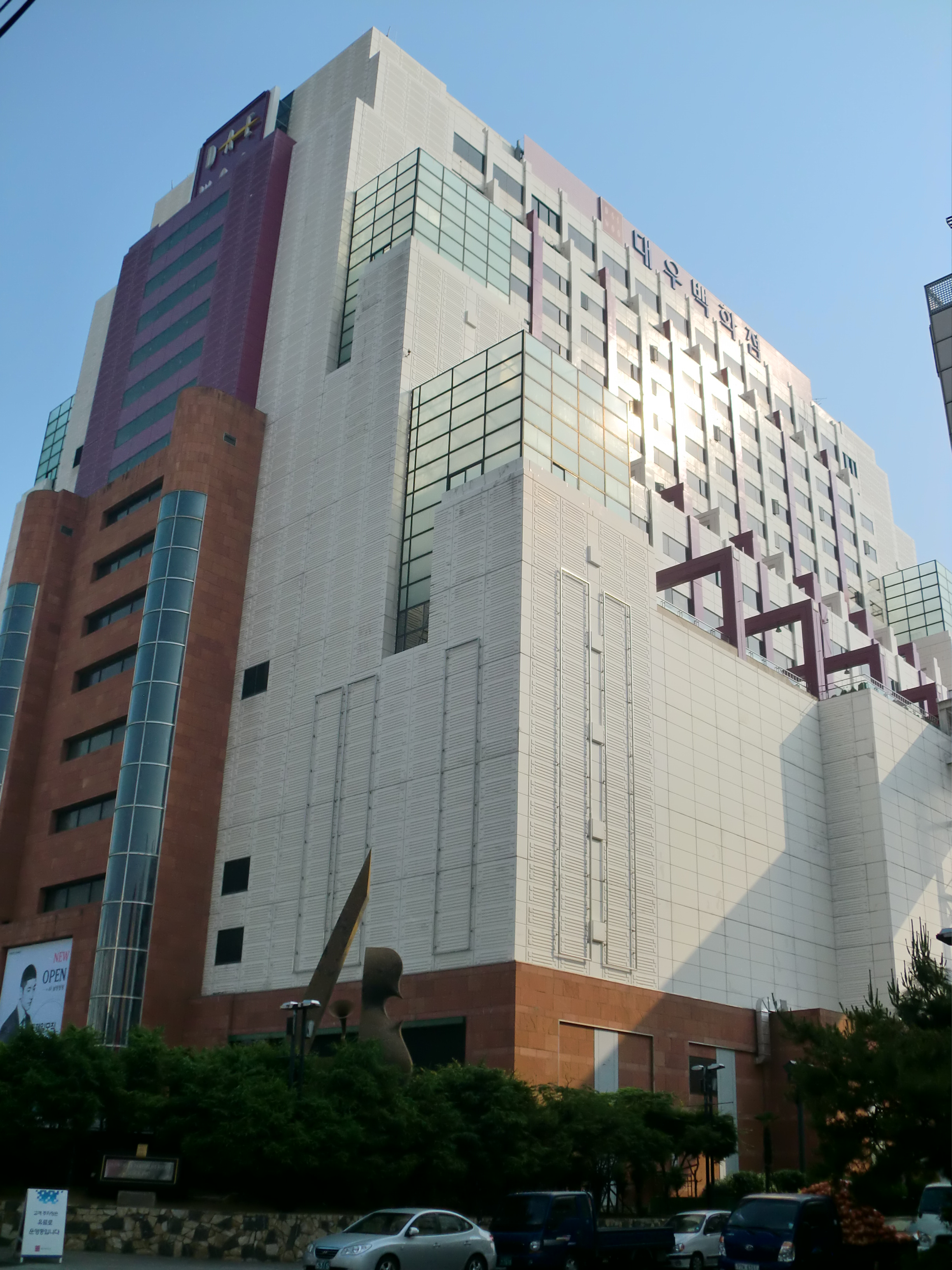
2012년의 대우백화점

대우백화점(大宇百貨店)은 경상남도 창원시 마산합포구에 위치했던 백화점으로, 1997년 11월 28일 개점하였다. 
- 마산의 대표적인 상권 시설인 마산어시장이 인근에 있는 것이 특징이었다.
- 지하 5층, 지상 20층 규모로 영업면적 32,929m²에 이르는 대형 쇼핑공간과 문화센터, 갤러리, 멤버십 스포츠 센터 등을 갖추고 있었다.
- 부산광역시 서면의 센트럴스퀘어에 소규모 지점(쇼핑몰)을 하나 운영하고 있었다.

- 2014년 8월 19일 대우인터내셔널이 보유하고 있던 경남 창원 대우백화점과 부산 대우백화점 센트럴스퀘어를 롯데그룹에 매각하기로 결정하였다.
- 롯데쇼핑은 2014년 9월 4일 포스코그룹 계열사인 대우인터내셔널, 포스코건설이 보유한 마산 대우백화점의 영업권과 베트남 다이아몬드플라자 지분을 2014년 9월 2일 인수했다고 밝혔다.[1]

- 이후 롯데쇼핑에서 인수를 위한 롯데백화점마산이라는 임시법인을 설립하였고 2015년 6월 1일자로 기업결합이 승인되어 2015년 7월 1일 롯데백화점 마산점으로 재개점하였다.[2]

## 회사개요
- 설립일 : 1997년 11월 28일
- 폐지일 : 2015년 6월 30일
- 대표 : 이윤수
- 종업원수 : 1700명
- 주소 : 경상남도 창원시 마산합포구 동서동로 18(신포동2가)

## 층별시설
백화점은 지하 5층부터 지상 20층까지로 이루어져 있었으며, 이 가운데 매장은 지하 2층부터 지상 8층까지, 주차장은 지하 5층부터 지하 3층까지였다. 지상 9층부터 지상 20층까지는 오피스텔 등으로 활용되고 있었다. 또한 지상 7층 전문식당가 중앙에서는 매일마다 오후 3시에 창원문화방송이 라디오 열전 노래방을 진행하다가 2011년 7월 18일에는 창원 대동백화점 지하 1층으로 이동하여 진행했다.
| 8층     | 대우문화센터    |
| 7층     | 전문식당가      |
| 6층     | 대우스포츠센터  |
| 5층     | 스포츠 아동의류 |
| 4층     | 남성의류        |
| 3층     | 여성정장        |
| 2층     | 여성캐주얼      |
| 1층     | 패션잡화        |
| 지하1층 | 신선식품관      |
| 지하2층 | 영풍문고 창원점 |
| 지하3층 | 주차장          |
| 지하4층 | 주차장          |
| 지하5층 | 주차장          |

## 에피소드
2003년 9월 태풍 매미로 인해 마산 시가지 일대가 침수하는 큰 피해를 입었을 당시, 바다와 인접해 있던 대우백화점 역시 큰 피해를 입은 적이 있었다. 지하 1~5층이 모두 침수한 것은 물론 지상 1층까지 침수 피해를 입으면서, 주민들의 도움 아래 피해 발생 이후 2주 만에 겨우 재개점했다. 당시 양수작업을 통해 빼낸 물의 양은 17만 톤에 달했다.